# Bulbophyllum lilianae
Bulbophyllum lilianae é uma espécie de orquídea (família Orchidaceae) pertencente ao gênero Bulbophyllum. Foi descrita por Alfred Barton Rendle em 1917.